# Sopor Aeternus and the Ensemble of Shadows
Sopor Aeternus and the Ensemble of Shadows (на латински: sopor æternus – „вечен сън“) е даркуейв музикален проект. Групата е създадена през 1989 във Франкфурт от Anna-Varney Cantodea, която е и единственият ѝ член до днес. За нея не е известно много. В няколко интервюта тя казва, че е преживяла близо три десетилетия в голяма депресия, самота и отчаяние, което обяснява мрачния характер на музиката, която прави. Тя е описвана като мрачна и меланхолична, включва различни видове духови и ударни инструменти, струнни квартети и китари. Авторката заявява, че прави музиката като огледало на самата себе си. Често срещани теми са смъртта, самоубийството, самотата и тъгата. Групата няма изпълнения пред живи хора, както заявява Анна.

## Дискография

### Студийни албуми
- Es Reiten Die Toten So Schnell – Demo Album (1991)
- „...Ich Töte Mich Jedesmal aufs Neue, doch Ich Bin Unsterblich, und Ich Erstehe Wieder auf; in Einer Vision des Untergangs...“ (1994)
- Todeswunsch – Sous le Soleil de Saturne (1995)
- The Inexperienced Spiral Traveller (Aus dem Schoß der Hölle Ward Geboren die Totensonne) (1997)
- Dead Lovers' Sarabande (Face One) (1999)
- Dead Lovers' Sarabande (Face Two) (1999)
- Songs from the Inverted Womb (2000)
- Es Reiten die Toten so Schnell (or: the Vampyre Sucking at His Own Vein) (2003)
- La Chambre d'Echo – Where the Dead Birds Sing (2004)
- Les Fleurs du Mal – Die Blumen des Bösen (2007)
- A Triptychon of Ghosts (Part Two) – Have You Seen This Ghost? (2011)
- A Triptychon of Ghosts (Part Three) – Children of the Corn (2011)
- Poetica (2013)
- Mitternacht (2014)
- The Spiral Sacrifice (2018)
- Death And Flamingos (2019)
- Island Of The Dead (2020)

### EP
- Ehjeh Ascher Ehjeh (1995)
- Voyager – The Jugglers of Jusa (1997)
- Flowers in Formaldehyde (2004)
- Sanatorium Altrosa (Musical Therapy for Spiritual Dysfunction) (2008)
- A Triptychon of Ghosts (Part One) – A Strange Thing to Say (2010)
- Interview (September 19th, 2014) (2014)
- Angel Of The Golden Fountain (2015)

### Сингли
- The Goat/The Bells Have Stopped Ringing (2005)
- In der Palästra (2007)
- Imhotep (2011)
- When You Love A Man – Reprise (2018)
- Vor Dem Tode Träumen Wir (2019)
- The Boy Must Die (2020)